# Úrsula López (Tänzerin)
Úrsula López (* 1976 in Montilla) ist eine spanische Flamenco-Tänzerin und -Choreografin.

## Biografie
Úrsula López schloss am Konservatorium in Málaga ein Studium in spanischem und klassischem Tanz sowie im Flamenco ab. In Sevilla bildete sie sich bei Manolete, Manolo Marín und anderen im Flamenco weiter. Ihre professionelle Karriere begann im Alter von 18 Jahren mit einem Auftritt beim Festival von Spoleto in Carlos Sauras Produktion Carmen, choreografiert von Manolo Marín. 1996 engagierte sie die Compañía Andaluza de Danza, heute Ballet Flamenco de Andalucía als Solistin. Bis 2004 tanzte sie dort die solistischen Rollen in den wichtigsten Produktionen, unter anderem in
- El perro andaluz, choreografiert von María Pagés nach dem gleichnamigen Film von Luis Buñuel und Salvador Dalí;
- La vida breve, choreografiert von José Antonio Ruiz nach der gleichnamigen Oper von Manuel de Falla;
- Latido flamenco, choreografiert von Manolete;
- Cosas de Payos, choreografiert von Javier Latorre;
- Ramito de Locura, choreografiert von Javier Barón;
- Dharma, choreografiert von Eva Yerbabuena;
- der Wiederaufnahme von Antonio Gades’ Bodas de sangre nach dem gleichnamigen Drama von Federico García Lorca.

2007 gründete sie eine eigene Kompanie. Mit ihr trat sie auf den wichtigsten nationalen und internationalen Flamenco-Festivals auf. Beim Ballet Nacional de España tanzte sie als Gastkünstlerin unter der Leitung von José Antonio Ruiz. 2018 wurde sie als Leiterin des Ballet Flamenco de Andalucía berufen. Da zuvor eine Reihe von Mitgliedern das Ensemble verlassen hatten, musste sie es neu aufbauen. 2019 präsentierte sie eine große anthologische Show zum 25-jährigen Bestehen des Ensembles. Im Frühjahr 2022 brachte sie mit dem Ensemble El maleficio de la mariposa nach Motiven von Federico García Lorca auf die Bühne. Im selben Jahr präsentierte sie mit der Kompanie Tríptico mit Choreografien von ihr selbst sowie von Alejandro Molinero und Antonio Ruiz Soler.